# Крушинський Леонід Вікторович
Леонід Вікторович Крушинський (03 червня 1911 — 25 травня 1984) — радянський і російський учений-біолог, член-кореспондент Академії наук СРСР, лауреат Ленінської премії, професор МДУ.

## Біографія
Народився 16 (3) червня 1911 року в Москві.
Навчався в Московському державному університеті. У 1934 році закінчив кафедру динаміки розвитку біологічного факультету. У 1934—1937 роках навчався в аспірантурі, а в 1938—1948 роках був асистентом і доцентом тієї ж кафедри.
Одночасно, на запрошення академіка Леона Орбелі протягом 10 років працював науковим консультантом Інституту фізіології ім. І. П. Павлова в лабораторії генетики вищої нервової діяльності. Дослідження Крушинський, виконані в цей період, були по суті першими роботами з генетики поведінки в Радянському Союзі.
У 1951—1983 роках — організатор і завідувач лабораторією патофізіології вищої нервової діяльності МДУ, в 1953 році увійшла до складу кафедри вищої нервової діяльності (у 1968 році перейменована в лабораторію фізіології та генетики поведінки).
У 1983—1984 роках очолював кафедру вищої нервової діяльності МДУ. Читав курси лекцій з різних розділів біології, в тому числі «Фізіологія вищої нервової діяльності і генетика поведінки».
У 1974 році обраний членом-кореспондентом Академії наук СРСР.
Член редколегії журналів АН СРСР: «Вища нервова діяльність» (1978—1984);
«Біологічні науки» (1970—1984).
"Загальна біологія ", " Успіхи фізичних наук ", " Вісник Московського університету "(1974—1984);
У 1974—1984 роках член правління Московського товариства фізіологів, Міжнародної ради з вивчення мозку (IBRO). Обирався віце-президентом Всесоюзного фізіологічного товариства ім. І. П. Павлова.
Помер у Москві 25 травня 1984 року.

## Досягнення
Залишив багату наукову спадщину в різних галузях біології: феногенетіке, фізіології вищої нервової діяльності, патофізіології, генетики поведінки, етології.
Головною темою робіт Леоніда Крушинского було дослідження закономірностей формування поведінки тварин в нормі і патології. Виконав дослідження з генетики поведінки, проаналізував експериментальний матеріал по спадкуванню типів вищої нервової діяльності і зв'язку сили нервової системи з пасивно-оборонної реакцією собак. Показав, що ці дві властивості успадковуються в значній мірі незалежно. Вперше висунув гіпотезу про рівень збудливості мозку як модифікаторі поведінки тварин. Експериментально довів, що генетично обумовлені акти поведінки при низькій збудливості нервової системи можуть не проявлятися. Створив вчення про елементарної розумової діяльності тварин як передісторії інтелекту людини. Сформулював концепцію про механізми розумової діяльності і, по суті, створив теорію поведінки.
Результати досліджень Леоніда Крушинского знайшли практичне застосування, в тому числі для створення експрес-методу відбору та дресирування службових собак для міно-розшукової, протитанкової і санітарної служб. Ця методика застосовувалася вже під час Німецько-радянської війни. Вчений виїжджав на фронт і в бойових умовах перевіряв і відпрацьовував ці методи.

## Основні роботи
Автор понад 200 наукових праць, в числі яких роботи:
- «Введення в етологія і генетику поведінки» (1982, у співавторстві).
- «Службова собака» (1952)
- «Формування поведінки тварин в нормі та патології» (1960)
- «Біологічні основи розумової діяльності» (1976)

Дисертації:
- Докторська дисертація на тему: «Аналіз формування поведінки в онтогенезі» (1947).
- Кандидатська дисертація на тему: «Прояв і вираз оборонних реакцій у собак» (1938).
- Нагороди та премії

Лауреат премії МОИП (1960).
У 1975 році нагороджений орденом «Знак Пошани».
Лауреат Ленінської премії (1988, посмертно за роботу «Біологічні основи розумової діяльності»).
Підготував 30 кандидатів і 4 докторів біологічних наук.

## Деякі видання робіт
- Крушинський Л. В. Біологічні основи розумової діяльності: Еволюційні і фізіолого-генетичні аспекти поведінки. — Друге видання. — Москва: Видавництво МДУ, 1986. — 270 с.
- Крушинський Л. В. Записки московського біолога. — Москва: Мови слов'янської культури, 2006. — 504 с. — 1000 екз. — ISBN 5-9551-0168-3
- Мазовер А. П., Крушинський Л. В. Службова собака. — Москва: ВАП, 1994. — 576 с. — 50000 прим. — ISBN 5-86883-011-3
- Крушинський Л. В. Проблеми поведінки тварин. — Москва: Наука, 1993. — 318 с. — (Вибрані праці).
- Крушинський Л. В. Еволюційно-генетичні аспекти поведінки. — Москва: Наука, 1991. — 256 с. — (Вибрані праці).